# ارمنیان (کلیبر)
ارمنیان یکی از روستاهای استان آذربایجان شرقی است که در دهستان پیغان‌چایی بخش مرکزی شهرستان کلیبر واقع شده‌است.